# San Gil (kommun)
San Gil är en kommun i Colombia.   Den ligger i departementet Santander, i den centrala delen av landet, 240 km norr om huvudstaden Bogotá. Antalet invånare är 43 519.
Följande samhällen finns i San Gil:
- San Gil